# Mexia, Texas
Mexia là một thành phố thuộc quận Limestone, tiểu bang Texas, Hoa Kỳ. Năm 2010, dân số của xã này là 7459 người.

## Dân số
- Dân số năm 2000: 6563 người.
- Dân số năm 2010: 7459 người.